# Hans-Dieter Resch
Hans-Dieter Resch (* 23. Januar 1932 in Crimmitschau; † 29. Juni 2022) war ein deutscher Komponist und Dirigent.

## Werdegang
Hans-Dieter Reschs Vater war Geiger. Er studierte Komposition, Klavier, Dirigieren und Musikerziehung am Mozarteum Salzburg (1946/1947) und an der Musikhochschule Köln (1953–1961). 1957 legte Resch die staatliche Prüfung für Musikerzieher ab. Zunächst war er von 1962 bis 1964 Dozent am Konservatorium in Dortmund und an der Musischen Bildungsstätte Remscheid, dann von 1964 bis 1969 stellvertretender Direktor der Jugendmusikschule Frankfurt am Main. Von 1967 bis 1969 unterrichtete er bereits an der Hochschule für Musik und Darstellende Kunst Frankfurt am Main, wo er ab 1969 hauptamtlich eine Professur übernahm und deren Prorektor er im Jahr 1974 wurde. Von 1975 bis 1995 war er dort Rektor. 1992 erhielt er die Goethe-Plakette des Landes Hessen, 1997 die Goethe-Plakette der Stadt Frankfurt. 1999 war er Ehrengast der Villa Massimo in Rom. 2003 wurde er zum Ehrensenator der Hochschule für Musik und Darstellende Kunst Frankfurt am Main ernannt. 2010 erhielt er das Bundesverdienstkreuz 1. Klasse.
Als Komponist schuf er Werke für Orchester, Kammermusik und Chor sowie Lieder. Er war auch von 1962 bis 1964 für die Neue Rhein-Zeitung als Musikrezensent tätig.

## Schriften (Auswahl)
- Eigentlich wollte ich das alles so nicht. Gelebtes, Erlebtes. Düsseldorf 2012, ISBN 3-7957-0808-7.